# Giornata mondiale del sonno
La Giornata mondiale del sonno (che cade il venerdì della seconda settimana di marzo) è un evento annuale organizzato dalla Commissione della Giornata mondiale del sonno della World Association of Sleep Medicine (WASM) dal 2008.  Scopo della giornata è di celebrare i benefici di un sonno buono e salutare e di richiamare l'attenzione della società sulle problematiche legate ai disturbi del sonno e alle relative cure, necessità di informazione e aspetti sociali, nonché di promuovere la prevenzione dei disturbi del sonno e la loro gestione.
Tramite la Giornata mondiale del sonno, l'associazione cerca di aumentare la conoscenza sulle problematiche del sonno, favorendone una miglior comprensione e prevenzione, riducendo così la problematica delle dissonnie che ha un'estensione globale e si stima minacci salute e qualità della vita del 45 % della popolazione mondiale.

## Risonanza sui Social Media
Il 17 marzo 2017 la Giornata mondiale del sonno è stata un trend di Twitter. Il famoso attore indiano Amitabh Bachchan ha twittato tramite il suo account @SrBachchan, seguito da oltre 25 milioni di utenti, che il 17 marzo sarebbe stata " (...) la Giornata Mondiale del Sonno... qualunque cosa significhi !!'. Migliaia di persone da tutto il mondo twittarono al riguardo della giornata. La Giornata mondiale del sonno ha avuto anche spazio su altri social media.

## Costi dell'insonnia
Si stima che la deprivazione di sonno costi rispettivamente oltre 400 miliardi di $ all'anno agli Stati Uniti, 138 miliardi di $ all'anno al Giappone, 60 miliardi di $ all'anno alla Germania, 50 miliardi di $ all'anno nel Regno Unito, e 21 miliardi di $ annui in Canada.

## Celebrazione annuale
La Giornata mondiale del sonno si tiene annualmente il venerdì prima dell'equinozio di primavera. La prima Giornata mondiale del sonno si tenne il 14 marzo 2008. Durante la giornata, si celebrano in tutto il mondo ed on-line eventi comprendenti discussioni, presentazione di materiale educativo ed esibizioni.
| Anno | Data     | Slogan                                                                     |
| ---- | -------- | -------------------------------------------------------------------------- |
| 2008 | 14 marzo | 'Dormi bene, vivi completamente sveglio'                                   |
| 2009 | 20 marzo | 'Guida con prudenza, arriva sano e salvo'                                  |
| 2010 | 19 marzo | 'Dormi bene, rimani in salute'                                             |
| 2011 | 18 marzo | 'Dormi bene, cresci in salute'                                             |
| 2012 | 16 marzo | 'Respira con facilità, dormi bene'                                         |
| 2013 | 15 marzo | 'Buon sonno, invecchiare in salute'                                        |
| 2014 | 14 marzo | 'Sonno riposante, respirazione facile, benessere del corpo'                |
| 2015 | 13 marzo | 'Quando il sonno è profondo, salute e felicità abbondano'                  |
| 2016 | 18 marzo | 'Un buon sonno è un sogno realizzabile'                                    |
| 2017 | 17 marzo | 'Dormi profondamente, nutri la vita'                                       |
| 2018 | 16 marzo | 'Unisciti al Mondo del Sonno, preserva i tuoi ritmi per godere della vita' |
| 2019 | 15 marzo | 'Un sonno sano, per una vita sana'                                         |
| 2020 | 13 marzo | 'Un sonno migliore per una vita migliore e un pianeta migliore'            |
| 2021 | 19 marzo | 'Un sonno regolare per un futuro in salute'                                |
| 2022 | 18 marzo | 'Sonno di qualità, mente sana, mondo felice'                               |
| 2023 | 17 Marzo | 'Il sonno è essenziale per la salute'                                      |